# 佐良直美 BEST of BEST
『佐良直美 BEST of BEST』（さがらなおみ ベスト・オブ・ベスト）は、佐良直美のベスト・アルバム。1994年6月25日発売。発売元はビクターエンタテインメント。

## 解説
1970年代を中心に活躍をしたシンガーのベストアルバムで、ビクターエンタテインメントの廉価版CDミニ・ベスト "BEST of BEST" シリーズの1枚としてリリースされた。
"佐良直美" 個人名義のアルバムとして1990年代に唯一リリースされたCDであるが、既に廃盤となっている。一部の楽曲（M-1・2・6・8）は2007年11月21日リリースのゴールデン☆ベストシリーズ『GOLDEN☆BEST 忘れ得ぬ名唱・佐良直美』に収録された。

## 収録曲
1. 世界は二人のために
  - 作詞: 山上路夫、作曲: いずみたく
  - 第18回・第24回・第30回NHK紅白歌合戦 歌唱曲。
  - 本楽曲で、第9回日本レコード大賞の新人賞を受賞した。
2. 私の好きなもの
  - 作詞: 永六輔、作曲: いずみたく
3. 恋はオールデイ・オールナイト
  - 作詞: 橋本淳、作曲: いずみたく
4. 愛の結晶
  - 作詞: 山上路夫、作曲: いずみたく
5. ギターのような女の子
  - 作詞: 橋本淳、作曲: 筒美京平
  - 歌手・南沙織がアルバム『早春のハーモニー』（1972.12.21）でカヴァーしている。
6. いいじゃないの幸せならば
  - 作詞: 岩谷時子、作曲: いずみたく
  - 第20回NHK紅白歌合戦 歌唱曲。
  - 本楽曲で、第11回日本レコード大賞を受賞した。
7. 塩　ローソク　シャボン
  - 作詞: 阪田寛夫、作曲: いずみたく
8. ひとり旅
  - 作詞: 吉田旺、作曲: 浜圭介
  - 第27回NHK紅白歌合戦 歌唱曲。紅組司会も務めた。